# Wim Bijma

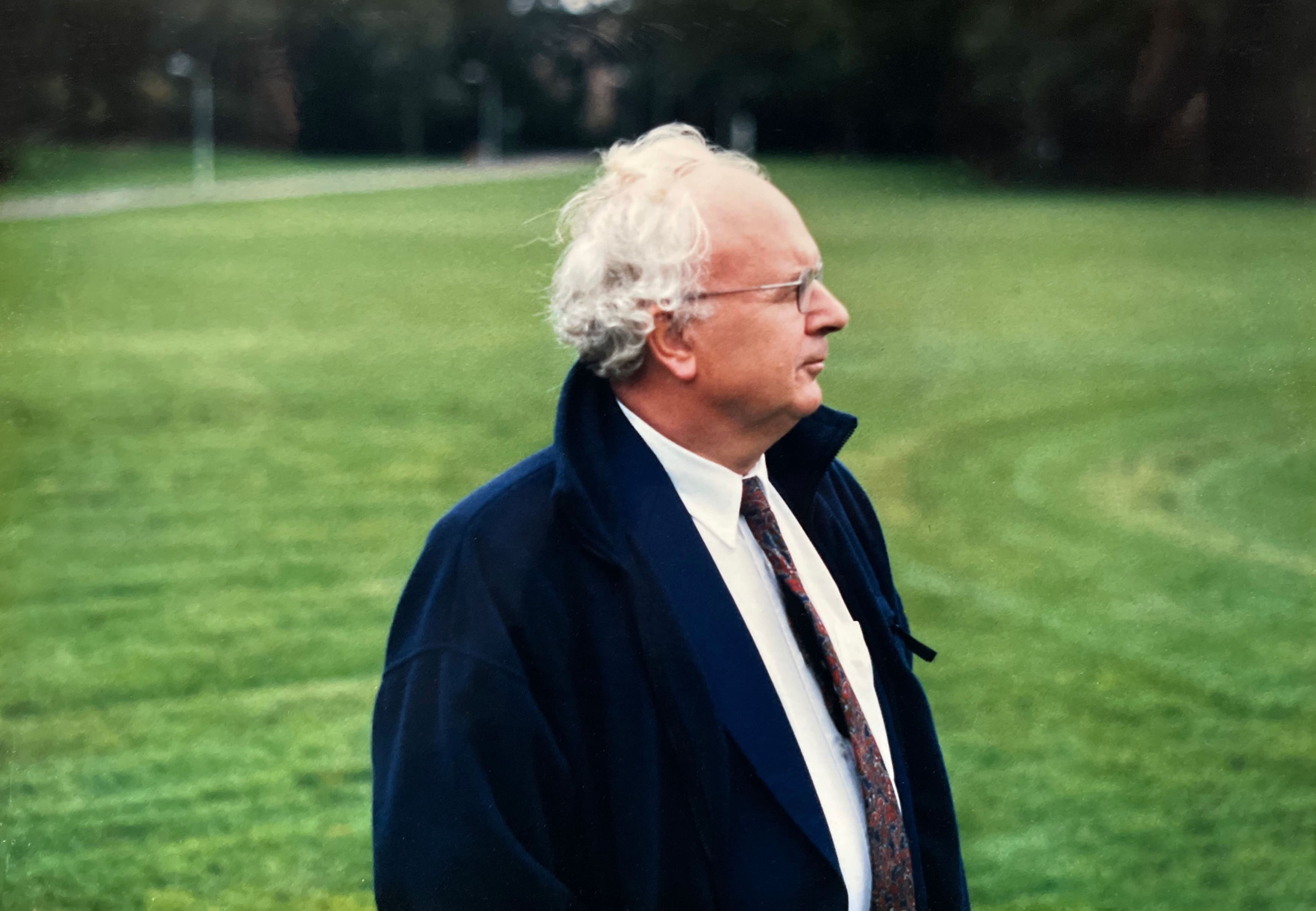

Wim Bijma (Beetsterzwaag, 3 april 1934 – Drachten, 26 oktober 2021) was een Nederlands politicus van de PvdA.

## Biografie
Wim Bijma groeide op in het Friese dorp Haulerwijk. Hij maakte daar kind de Tweede Wereldoorlog mee. Afkeer tegen het Duitse militaire geweld bracht hem ertoe zijn latere militaire dienstplicht te weigeren.
In het begin van zijn loopbaan was Bijma groepsleider bij een instelling in Sellingen voor moeilijk opvoedbare jongens en daarna werd hij adjunctdirecteur bij een BJ internaat "Kamp Papenvoort" voor zwakbegaafde en moeilijk opvoedbare jongens in Papenvoort.
Rond 1966 werd hij bij de gemeente Groningen als eerste ambtenaar voor de jeugd werd aangesteld. Begin 1972 maakte hij de overstap naar de gemeente Smallingerland waar hij werkzaam was als hoofd van de afdeling jeugdzaken en wijkopbouw.
In 1974 werd hij de directeur van de provinciale Raad voor Jeugdaangelegenheden (RAJA) in Friesland. Daarnaast zat hij vanaf 1978 in de gemeenteraad van Smallingerland en vanaf begin 1984 was hij daar ongeveer tien jaar wethouder.
In 1997 volgde zijn benoeming tot waarnemend burgemeester van Peize wat hij zou blijven tot die gemeente op 1 januari 1998 opging in die nieuwe gemeente Noordenveld.
Na zijn pensionering werd Wim Bijma lid van het Shantykoor De Piipegaeltsje Sjongers uit Rottevalle.
Wim Bijma was getrouwd met Willy Bijma-Huisman (Schildwolde, 2 maart 1935 † Drachten, 10 februari 2022) en had vier kinderen.